# Acalolepta enganensis
Acalolepta enganensis là một loài bọ cánh cứng trong họ Cerambycidae.